# Megalostrata raptor
Megalostrata raptor är en spindelart som först beskrevs av Ludwig Carl Christian Koch 1866.  Megalostrata raptor ingår i släktet Megalostrata och familjen flinkspindlar. Inga underarter finns listade i Catalogue of Life.